# Contile (Varsi)
Contile è una frazione del comune di Varsi, in provincia di Parma.
La località dista 4,81 km dal capoluogo.

## Geografia fisica
Il piccolo borgo di Contile sorge sulla cima di un rilievo alla quota di 718 m s.l.m., sul versante destro della val Ceno, ai piedi del monte Lej.

## Storia
Il borgo di Contile fu menzionato già nel 1028 quando fu venduto, insieme a numerose altre terre del Parmense, da Ildegarda, figlia di Oddone il Salico, alla chiesa di San Pietro di Parma.
Nel 1720 il territorio di Varsi, comprendente anche Contile, fu acquistato dai conti Rugarli, che ne mantennero la potestà fino all'abolizione dei diritti feudali sancita da Napoleone nel 1805 nell'ex ducato di Parma e Piacenza.
In seguito Contile divenne frazione del nuovo comune (o mairie) di Varsi.

## Monumenti e luoghi d'interesse

### Chiesa di San Leonardo

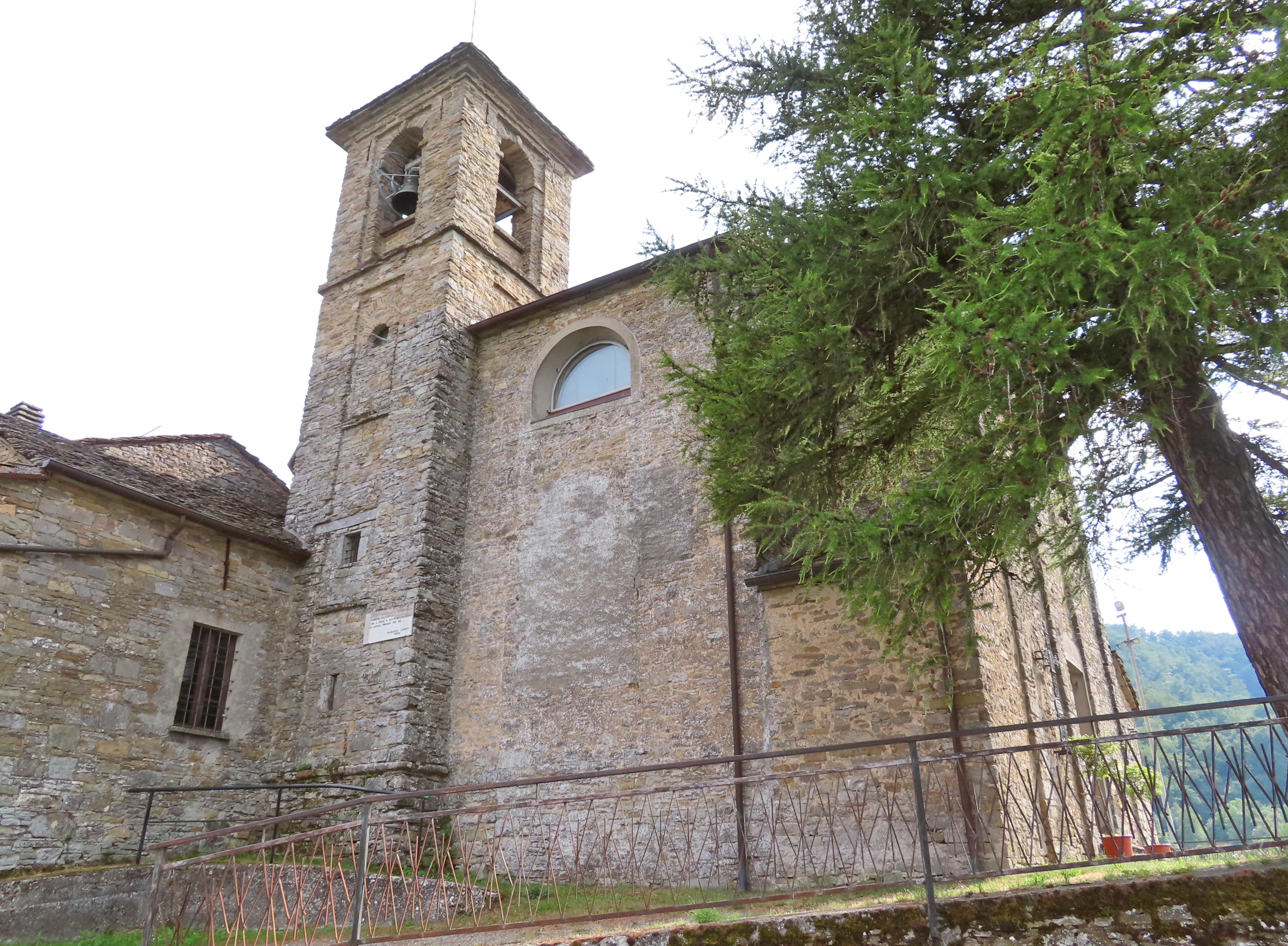
Chiesa di San Leonardo

Menzionata per la prima volta nel 1352, la chiesa medievale, dedicata a san Leonardo, fu ampliata e ristrutturata in forme neoclassiche tra il 1787 e il 1794; allungata di una campata probabilmente nel 1831, fu restaurata nel 1899; modificata agli inizi del XX secolo con la realizzazione delle cappelle laterali, fu risistemata e decorata tra il 1953 e il 1985. La chiesa in pietra, sviluppata su un impianto a croce latina, è ornata internamente con lesene doriche e affreschi sulle volte e accoglie alcuni dipinti risalenti al XVI, XVII e XVIII secolo.